# Блажо Бошковић
Блажо Бошковић (Орја Лука, код Даниловграда, 1860 — Дечић, 8. октобар 1912) био је војсковођа и судија. Рођен је у брдском племену Бјелопавлићи.

## Биографија
Учествовао је као добровољац у Црногорско-турском рату 1876 — 1878. године. Био је један од истакнутијих бораца у бици на Вучјем долу 1876. По завршетку рата именован је за потпоручника, а потом је као ордонанс официра и командир књажеве гарде боравио на Цетињу. Унапређен је у чин перјаничког командира, а касније је именован за команданта Бјелопавлићке бригаде указом кнеза Николе. Године 1911. постао је командант Друге дивизије црногорске војске. Ратни савјет га је 1912. године именовао за команданта Зетског одреда, али је кнез Никола поништио ову одлуку и на то мјесто поставио свог сина. Погинуо је под недовољно разјашњеним околностима, првих дана по објави рата Турској на фронту према Скадру.
Током свог живота обављао је и друге дужности као што су: управитељ Никшићке области, први судија Великог војног суда, члан Ратног савјета и именовани народни посланик у Народној скупштини Црне Горе у два сазива. Опјеван је у народним пјесмама.
Његов отац је био сенатор Бајо Бошковић.